# Stefano Maderno
Stefano Maderno (ok. 1576 – 17. september 1636) je bil italijanski kipar.

## Življenjepis
Podatki o Madernovem življenju so skopi in pogosto protislovni. Dolgo časa naj bi bil brat sodobnega arhitekta Carla Maderna in torej rojen v Capolagu, v današnjem Ticinu: v njegovem mrliškem listu pa je bil kraj rojstva naveden kot Palestrina (Donati 1945) in on je podpisal relief v Cappella Paolina v Santa Maria Maggiore kot Rimljan: STEPHANVS MADERNVS ROMANVS F (Stefano Maderno iz Rima je naredil [to]).
Najbolj znan je po navidez nepostavljenem, naturalističnem ležečem marmorju Mučeništvo svete Cecilije v cerkvi Santa Cecilia in Trastevere (1599–1600), ki je takoj ustvaril njegov sloves. Maderno, ki je bil leta 1607 izvoljen v Accademia di San Luca, je postal najpomembnejši kipar svoje generacije, na prepadu med manierizmom in barokom, ki mu je v najboljših časih tekmoval le Camillo Mariani, čeprav ga je v poznejših letih zasenčil hitro vzpenjajoča se zvezda Berninija. Njegovemu pokrovitelju, grofu Gaspare Rivaldiju, ki ga je skušal nagraditi s pridobitvijo sinekure pri trošarinskih uradih Gabelle di Ripetta, je kipar vestno posvetil čas svojim novim nalogam in zanemaril svojo umetnost.

## Dela
Santa Cecilia je bila nasprotni prikaz do sedanjim suhim in grozljivim zapletom manierizma, ki mu je nasprotoval preprost zajeten obris in ostra poza. To ni razčiščena hagiografska upodobitev svetnice, temveč grafična upodobitev nepokvarjenega trupla, za katerega se trdi, da je postavljeno tako, kot je bilo najdeno. Svetničina grobnica je bila odprta leta 1599 in kardinal Paolo Emilio Sfondrato je Madernu, takrat zelo mlademu, naročil, naj poustvari mučeničino telo v marmorju. Primerjajte ta kip s strastnimi gledališkimi upodobitvami svete Terezije in Ludovica Albertonija, delo Berninija in Santa Rosa de Lima, delo Melchiorra Caffà.
Priskrbel je tudi marmorni kip Preudarnost za grobnico Michela Bonellija, znanega kot kardinal Alessandrino, v Santa Maria sopra Minerva in zagotovil dva nizka reliefa za papeža Pavla V. Cappella Paolina v Santa Maria Maggiore (1608–1615); verjetno kip sv. Petra za pročelje Kvirinalske palače; kip sv. Karla Boromejskega v cerkvi San Lorenzo in Damaso; okrasne figure puttov v Sikstinski kapeli Santa Maria Maggiore, angeli Madonna di Loreto in Santa Maria sopra Minerva ter ležeči figuri Miru in Pravičnosti za veliki oltar v Santa Maria della Pace.
Od redkih skulptur zunaj Italije ima Cincinnati Art Museum v Cincinnatiju majhno bronasto skulpturo (okoli 1622–1625), ki prikazuje Herkula in Anteja, kjer mora Herkul Anteja dvigniti s tal, da ga ubije . Končno obstaja več bozzettijev – maket iz terakote, v Madernovem primeru zelo dovršenih – v Ermitažu, ki prihajajo iz zbirke Abateja Filippa Farsettija iz Benetk, ki je imel več Madernovih terakot, oblika, za katero se je Maderno specializiral. Ruski car Pavel I. je Farsettijevo zbirko začel pridobivati leta 1800, prenos v Sankt Peterburg pa je leta 1805 dokončal car Aleksander I. Ruski. Ena od terakot iz Ermitaža je predlagana restavracija Laokoona, katere pravilna restavracija je bila klasična uganka za virtuoze 16. in 17. stoletja – druga variacija Herkula iz Farneseja in še ena izjemna Pietà (okoli 1605) , kjer Nikodem drži mrtvega Kristusa v naročju, zavesten odgovor na Michelangelovo Pietà.
Dodatne terakote so v zbirki v Ca' d'Oro v Benetkah.
- Sv. Carlo Borromeo (desno), cerkev San Lorenzo in Damaso, Rim, Italija.
- Pietà (ok. 1605), Bode-Museum, Berlin, Nemčija.
- Herkul in Antej (ok. 1622), terakota, Victoria and Albert Museum, London, Združeno kraljestvo.
- Herkul in Antej (ok. 1622-25), bron, Walters Art Museum, Baltimore, Maryland, ZDA.
- Herkul, terakota, Ermitaž, Saint Petersburg, Rusija.